# Honoré Lacombe de Prezel
Honoré Lacombe de Prezel (1725-1795) est un juriste français.
Il a écrit le Dictionnaire du citoyen, un dictionnaire visant à regrouper toutes les informations sur l'économie et le commerce, l'agriculture et l'industrie de différents pays. L'œuvre, en deux volumes, a été traduite en italien en 1763 et republiée en 1781.
Il est également l'auteur du Dictionnaire iconologique publié pour la première fois en 1756 et réédité à de nombreuses reprises. 